# بيشة
بيشة هي مدينة سعودية والعاصمة الإدارية لمحافظة بيشة، التابعة لمنطقة عسير في المملكة العربية السعودية و تعد بيشة اول إمارة بالمنطقة الجنوبية و الغربية 

## مدينة بيشة
مدينة حديثة كانت تسمى قديما الروشن ونمران. وهما قريتين صغيرتين أصبحت الآن تمثل وسط المدينة. تقع مدينة بيشة على خط الطول ٤٢/٣٦ شرقاء و ۲۰,۰۰۰ شمالاً كما ترتفع عن سطح البحر بمقدار ۳۷۷۵ قدماً وهي بلدة قديمة جداً يسكنها قبائل شهران مثل بنو سلول والرمثين و بنو منبه ومعاوية ويتبعون شهران وبني واهب قال الهمداني (بلد خثعم اعراض نجد بيشة وتبالة والمراغة) وترتبط بيشة المدينة بأبها عن طريق خط خميس مشيط بيشة المعبد وآخر يربطها بخط الطائف أبها عبر محافظة بلقرن وتشرف محافظة بيشة على عدد من القرى والمزارع والقبائل.

## الموقع الجغرافي
بيشة وادي وصفها يعقوب قائلا: «بيشة واد يصب من جبل تهامة».

## التاريخ

### وفادة قبائل من بيشة
وفد عثعث بن زحر الخثعمي وأنس بن مدرك الأكلبي إلي النبي محمد بعدما هَدَم جرير بن عبد الله صنم ذا الخلصة وأحرقه فقالوا آمنا بالله ورسوله وماجاء من عند الله فاكتب لنا كتاباً نتبع ما فيه فكتب لهم كتاباً هذا نصه: «هذا كتاب من محمد رسول الله لخثعم من حاضر بيشة وباديتها أن كل دم أصبتموه في الجاهلية فهو عنكم موضوع، ومن أسلم منكم طوعا أو كرها في يده حرث من خبار أو عزاز تسقيه السماء أو يرويه اللثي فزكا عمارة في غير أزمة ولا حطمة فله نشره وأكله، وعليهم في كل سيح العشر، وفي كل غرب نصف العشر شهد جرير بن عبد الله ومن حضر.»

### وفادة بني فريص من قبيلة باهلة
- في السنة الثامنة وفد الشاعر والفارس مطرف بن خالد بن نضلة الباهلي على رسول الله بعد الفتح فقال: يا رسول الله سلمنا للإسلام وشهدنا دين الله في سماواته وأنه لا إله غيره وصدقناك وآمنا بكل ما قلت فاكتب لنا كتابا فكتب له: «هذا كتاب من محمد رسول الله لمطرف بن الكاهن ولمن سكن بيشة من باهلة: أن من أحيى أرضا مواتا بيضاء فيها مناخ الأنعام ومراح، فهي له، وعليهم في كل ثلاثين من البقر فارض، وفي كل أربعين من الغنم عتود، وفي كل خمسين من الإبل ثاغية مسنة، وليس للمصدق أن يصدقها إلا في مراعيها، وهم آمنون بأمان الله».

## الجغرافيا
وادي ترج
ويمتد من جبال السروات مرورا ببيشة إلى وادي الدواسر ويعتبر أطول وادي في السعودية. وتقع على ضفافه قرى القوباء وجمح والفطحة والبهيم والغفرات والفيض ومهر والصور والحازمي والمجمعة ويشتهر وادي ترج بأنه المصدر الأول في إنتاج التمر في بيشة
وادي هرجاب
يعتبر وادي هرجاب واحداً من أهم روافد وادي بيشة، وينحدر هذا الوادي من أعالي بادية الحزم والصفحة غرب خيـــبر الجنوب ويصب في وادي بيشة قريباً من قرية الحيفة، ويمثل وادي هرجاب مصدراً هاماً للمياه الجوفية في صمخ حيث يعتمد عليه الأهالي كثيراً في توفير المياه لمزارعهم التي تصطف على جانبي هذا الوادي، كما يعتمدون عليه كذلك في الحصول على المياه للأغراض الأخرى وهم يعتمدون عليه بعد الله في مياه الشرب ومعهم أهل البادية القريبة
ولقد اهتمت وزارة البيئة والمياه والزراعة بمنطقة بيشة نظرا لاشتهارها بزراعة النخيل ذات الأنواع الجيدة والمتعددة ومنها : الصفري، والشكل، والبرني، والمقفزي بالإضافة إلى زراعة العنب الجيد مثل : الطايفي، والرازقي، وكذلك زراعة الحبوب بأنواعها والفواكة والخضروات ولذا قررت إنشاء سد الملك فهد بن عبد العزيز في وادي بيشة.

## مطار بيشة المحلي
يعد مطار بيشة أول مطار في المنطقة الجنوبية  عندما قدم أمير بيشة محمد بن هديان و أهالي بدعوة الملك سعود بن عبدالعزيز ال سعود 
و تطلق الخطوط السعودية عدد من الرحلات من الرياض و جدة بشكل يومي و يطلق طيران اديل ثلاث رحلات بشكل اسبوعي الى الدمام 
و يخدم المطار مراكز بيشة و محافظة بلقرن و محافظة النماص

## جامعة بيشة
أنشئت جامعة بيشة عندما أمر الملك عبدالله بن عبدالعزيز أنشاء جامعة مستقلة بأسم جامعة بيشة في 3 أبريل 2014 
تتبع جامعة بيشة 3 فروع
فرع في محافظة بلقرن و في محافظة النماص و في محافظة تثليث 
و 10 كليات في مدينة بيشة 

## نادي بيشة
تأسس نادي النخيل سابقاً و نادي بيشة حاليًا في عام 1380 هجري على يد بعض من شباب بيشة و اشهرهم صالح محمد ال خشيل الذي اصبح اول رئيس لنادي بيشة 
في موسم 22/21 صعد نادي بيشة لأول مرة الى دوري الدرجة الاولى و لكن عاد الى الدرجة الثانية بشكل سريع 
يلعب الان نادي بيشة على ملعب جامعة بيشة 

## اعلام و مشاهير من بيشة
( في العصر الحديث  )
الشاعر  سعد بن جدلان الأكلبي
اللاعب عبدالرحمن الدعرمي البيشي
اللاعب جفين السعدي البيشي
اللاعب  فهد الهريفي
المغنية داليا مبارك البيشي
المؤثر ريان الاحمري المعروف بأسم مجرم قيمز  
( في العصر الجاهلي و القديم ) 
الصحابي و قائد خثعم في الجاهلية و الاسلام و قاتل اشهر صعاليك العرب السليك ابن سلكة انس بن مدرك الأكلبي الخثعمي
نفيل بن حبيب الأكلبي  الخثعمي الذي جمع القبائل العربية لمقاومة جيش ابرهة 
الصحابية الجليلة أسماء بنت عميس  الشهراني الخثعمي ( صاحبة الهجرتين )
أسماء بنت انس الأكلبي الخثعمي زوجة خالد ابن الوليد 
الشاعر الأموي ابن الدمينة الأكلبي
مالك بن عبدالله الشهراني  الملقب بملك الصوائف و يقال بأنه حارب الروم لمدة 40 عام  
الصحابية الفارعة بنت عبدالرحمن الفزعية الخثعمية 
موسى الخثعمي شاعر من القرن الثالث 
الصحابي ابو  رويحة الفزعي الخثعمي
أبو نسعة بن اياس الشهراني الخثعمي كان من اعيان الشام 
الصحابي بشر بن ربيعة  الأكلبي الخثعمي
شاعر و فارس و قد شارك في معركة القادسية 
سلمى بنت عميس  الشهراني الخثعمي زوجة حمزة بن عبدالمطلب عم النبي محمد 
( شخصيات اخرى )
سلامة بنت عميس الشهراني الخثعمي  
زينب بنت عميس الشهراني الخثعمي  
شمس بن عبدالله الخثعمي  
كريم بن عفيف الخثعمي  
احمس بن الغوث 

## السكان
بلغ عدد سكان مدينة بيشة (202,096) نسمة حسب تعداد السعودية 2022.